# Colin Linden
Colin Linden, kanadensisk bluesartist, född 16 april 1960 i Toronto, Ontario, Kanada.
Linden vann en Juno Award år 1994 för hans skiva South At Eight - North At Nine.

## Diskografi
- The Immortals (1987)
- When The Spirit Comes (1988)
- South At Eight - North At Nine (1993)
- Through The Storm Through The Night (1997)
- Raised By Wolves (2000)
- Big Mouth (2003)
- Southern Jumbo (2005)